# Libby Clegg
Elizabeth „Libby“ Clegg, MBE (* 24. März 1990 in Stockport, Greater Manchester) ist eine britische Leichtathletin, die auf den Sprint über 100 und 200 Meter spezialisiert ist. Die sehbehinderte Sportlerin wird vom Internationalen Paralympischen Komitee in der Gruppe T11 klassifiziert und startet mit einem Begleitläufer – seit Februar 2016 ist dies Christopher Clarke, zuvor übernahm Mikhail Huggins die Funktion. Seit 2022 ist sie zudem als Paracyclerin in der Kategorie B (sehbehindert) auf dem Tandem aktiv.

## Leben und Karriere

### Leichtathletik
In ihrer Jugend trainierte sie zumeist mit nichtbehinderten Vereinskameraden. Auch als die Familie 2002 nach Schottland umzog und Clegg die Edinburgher Royal Blind School besuchte, behielt sie diese Praxis beim Edinburgh AC zunächst bei. Ihre Mutter suchte ihr jedoch bald Behindertensportwettkämpfe. Sie gewann in der Folge die britische Blinden-Juniorenmeisterschaft und nahm auch an Crossläufen teil. 2010 zog sie nach Loughborough, um am dortigen National Performance Centre der UK Athletics zu trainieren.
Ihren ersten großen Erfolg konnte sie bereits im Alter von 16 Jahren bei den Leichtathletik-Weltmeisterschaften im niederländischen Assen feiern, als sie die Silbermedaille über 200 Meter gewann. Bei den Paralympischen Sommerspielen 2008 in Peking vertrat sie ihr Heimatland über beide Sprintdistanzen und sicherte sich in der kürzeren den zweiten Platz. Drei Jahre später, bei den Weltmeisterschaften 2011 in Christchurch, wurde sie über 100 Meter Weltmeisterin ihrer Klasse und behauptete zudem ihren Podiumsplatz über 200 Meter.
Bei ihren dritten paralympischen Sommerspielen – im September 2016 in Rio de Janeiro – gewann sie schließlich in neuer Weltrekordzeit die Goldmedaille über 100 Meter. Einige Wochen zuvor hatte sie bereits einen neuen Weltrekord über die doppelte Distanz aufgestellt.

#### Bestleistungen
| Disziplin   | Ort            | Zeit    | Datum             | Anmerkung                                    |
| ----------- | -------------- | ------- | ----------------- | -------------------------------------------- |
| 100 m – F11 | Rio de Janeiro | 11,91 s | 9. September 2016 | aktueller Weltrekord (Stand: September 2016) |
| 200 m – F11 | London         | 24,44 s | 23. Juli 2016     | aktueller Weltrekord (Stand: September 2016) |

### Radsport
2022 startete Libby Clegg bei den Commonwealth Games nach wenigen Monaten Training als Paracyclerin auf dem Tandem an, mit Jenny Holl als ihre Pilotin. Das Duo belegte Platz vier. Bei den UCI-Paracycling-Bahnweltmeisterschaften 2022 wurde sie gemeinsam mit Georgia Holt, James Ball und Steffan Lloyd Weltmeisterin im Mixed-Teamsprint.

#### Erfolge
2022
- Weltmeisterin – Mixed-Teamsprint